# Kevin Carson
Kevin Amos Carson (Estados Unidos, 1963) es un escritor de economía política estadounidense que se autoidentifica como anarquista sin adjetivos. Es conocido en el ámbito libertario de izquierda por teorizar desde el año 2006 una renovación de una antigua teoría económica asociada anarquismo histórico conocida como mutualismo y por autoidentificarse con la tradición del anarquismo individualista de libre mercado, sin embargo en el año 2015 decidió abandonar todas estas etiquetas por considerarlas autorrestrictivas de su pensamiento.

## Pensamiento
Carson comenzó siendo cercano al pensamiento paleoconservador y después avanzó hacia los niveladores, los commonwealthmen, los anglorepublicanos del siglo XVIII, el distributismo y movimientos similares. Carson cuenta que probablemente su primera gran influencia fue Escala humana de Kirkpatrick Sale, que lo hizo «leer del bienestar corporacionista, las economías de escala y la descentralización económica» al tiempo que también empezó a verse a sí mismo como un «izquierdista» y se unió a los Wobblies (IWW). En esa etapa se acercó igualmente al pensamiento anarquista entre los que se encontraban los anarquistas de Boston como Benjamin Tucker así como también anarcocapitalistas como Murray Rothbard y Karl Hess, también le interesaron Carl Oglesby y otros personajes de la Nueva Izquierda norteamericana.
Carson se hizo conocido en 2006 por crear una teoría «neomutualista» — un revisionismo libertario de izquierda (promercado) del antiguo mutualismo de Pierre-Joseph Proudhon y sus seguidores del siglo XIX, el cual no era necesariamente promercado — que según su mismo autor existe en «los bordes exteriores del liberalismo de libre mercado y el socialismo». Carson incorporó a este nuevo mutualismo una síntesis de las críticas que ya han realizado tanto la escuela austriaca como el marxismo al capitalismo monopolista. En su libro Studies in Mutualist Political Economy Kevin A. Carson intentó rescatar el antiguo mutualismo del siglo XIX, integrando las críticas marginalistas en la teoría laboral del valor — una teoría que la generalidad de los economistas abandonaron a finales del siglo XIX. Carson finalmente anunció el abandono de su proyecto de teoría económica mutualista en el año 2015.
La teoría neomutualista de Carson —actualmente abandonada por su autor— es favorable a la economía de mercado y a la desestatización a través de mutualidades, y predice que bajo la operación de mercados liberados de regulaciones y privilegios estatistas, la propiedad privada del suelo se basaría exclusivamente en el uso productivo y ocupación, aboliéndose la propiedad privada de la tierra ausentista, y que la presión competitiva haría bajar los precios de los bienes reproducibles y servicios tendiendo a igualarlos a los costos de producción. También cree que el cooperativismo sería una forma predominante de organización social en una sociedad de mercados libres según como los entiende esta teoría. La teoría de Carson sostiene que «la intervención del Estado es lo que diferencia al capitalismo del libre mercado» y que el capitalismo se creó sobre «un acto de expropiación tan masivo como el feudalismo», y afirma que el capitalismo no podría existir con la ausencia del Estado. La teoría de Carson afirma que si un verdadero sistema laissez faire fuera puesto en práctica —asumiendo los supuestos de que el trabajo tiene un valor objetivo de la teoría del valor-trabajo— daría lugar a un sistema donde la capacidad de extraer un beneficio del trabajo, y del capital serían insignificantes. Los beneficios serían tan insignificantes que la separación del trabajo de la propiedad y la subordinación del trabajo al capital serían imposibles, consiguiendo una sociedad igualitarista donde no habría ninguna diferencia en rentas entre trabajar como emprendedor autónomo, por un salario, o formar parte de una cooperativa.

## Críticas
Las críticas de libertarios se han hecho presentes frente a la teoría neomutualista de Carson. El capitalista laissez faire George Reisman acusa al mutualismo, y a Carson, de apoyar la explotación cuando este no reconoce el derecho al individuo a proteger la tierra que él ha mezclado con su trabajo si sucede que no la está usando. Reisman considera que la confiscación de esas tierras como el robo del producto del trabajo y ha dicho que «el mutualismo clama oponerse a la explotación de la mano de obra, es decir, el robo de cualquier parte de su producto. Pero cuando se trata de mano de obra que se ha mezclado con la tierra, se hace de la vista gorda a cabo volviéndose del lado del explotador». El economista y anarcocapitalista Walter Block dice sobre sostener la teoría del valor-trabajo mutualista en la actualidad, como lo hace Carson, «Para alguien en este día y era, incluso a tomar en serio esta doctrina, y mucho menos tratar de defenderla realmente, es equivalente a hacer lo mismo con respecto a posiciones rechazadas amplia y apropiadamente como la tierra plana, o la teoría del flogisto. Es, en una palabra, medieval». Carson replicó diciendo que Block tergiversa algunos de sus postulados y probablemente no leyó su libro.
Roderick T. Long critica el argumento de Kevin A. Carson, quien sostiene que los plenos derechos de propiedad privada no se derivan del concepto de propiedad de uno mismo, Long presenta el argumento de que si uno acepta la propiedad sobre uno mismo, como lo hace Carson, luego los derechos de apropiación sin condición lockeana deben ser aceptados. Sin embargo, Long acepta el concepto de propiedad pública como válido y escribe que las comunidades pueden adquirir la tierra «por apropiación colectiva» lo que podría «[ofrecer] una base para los lockeanos no condicionistas de reconocer como legítimo el régimen de propiedad de las comunidades mutualistas, georgistas, y lockeanas-condicionistas».
Kevin Carson también se caracteriza por hacer uso de definiciones propias de «socialismo» y «capitalismo», donde el primero es más cercano y el segundo está alejado del libre mercado, definiciones que según Carson están inspiradas en los antiguos socialistas ricardianos o en autores remotos de la tradición socialista como Thomas Hodgskin que contrastan con la terminología comúnmente usada en la filosofía política contemporánea por lo que ha recibido críticas por parte de George Reisman por oscurecer la teoría con terminología ambigua. Carson da como respuesta que ha elegido usar esta terminología para continuar con lo que él dice es una tradición histórica, a la vez que defiende que la estructura del capitalismo como realmente ha existido sería muy distinta a la de un mercado libre auténtico, por lo que, según defiende, capitalismo y libre mercado no son sinónimos.

## Libros
Tiene tres libros publicados:
- Studies in Mutualist Political Economy (traducido al castellano por la editorial Innisfree en 2020 como 'Estudios sobre Economía Política Mutualista)
- Organization Theory: A Libertarian Perspective
- Homebrew Industrial Revolution: A Low Overhead Manifesto